# România la Concursul Muzical Eurovision
România a participat la Concursul Muzical Eurovision de 23 de ori, debutând în concursul din 1994 și plasându-se pe locul 3 de două ori, și anume în 2005 cu Luminița Anghel & Sistem și în 2010 cu Paula Seling & Ovidiu Cernăuțeanu, locul 3 fiind cea mai bună performanță a României la Eurovision. 
România a fost absentă de la concurs între anii 1995 și 1997, 1999 și 2001 din pricina rezultatelor slabe, 2016 și, pentru prima dată în mod voluntar, 2024. 
România s-a clasat în Top 10 de 6 ori, pentru prima oară în 2002, cu Monica Anghel și Marcel Pavel, urmați de prestațiile din 2003, 2005, 2006, 2010 și 2017.
Cel mai slab rezultat pe care România l-a avut în cadrul concursului a fost locul 15 cu 0 puncte, în semifinala de la Liverpool din 2023. Piesa se numește D.G.T. compusă de Theodor Andrei
România a obținut, în finale, un total de 1147 de puncte. În semifinale, România a obținut 939 puncte, cel mai mare punctaj fiind înregistrat în anul 2017 (282 puncte).
La Eurovision 2022, pentru prima dată din 2017, s-a calificat pentru finală.

## Istoric

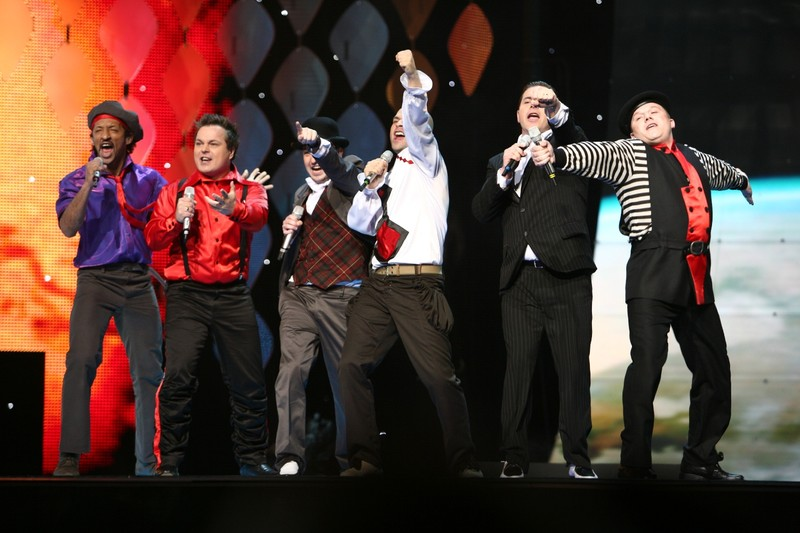
Todomondo la Helsinki (2007)

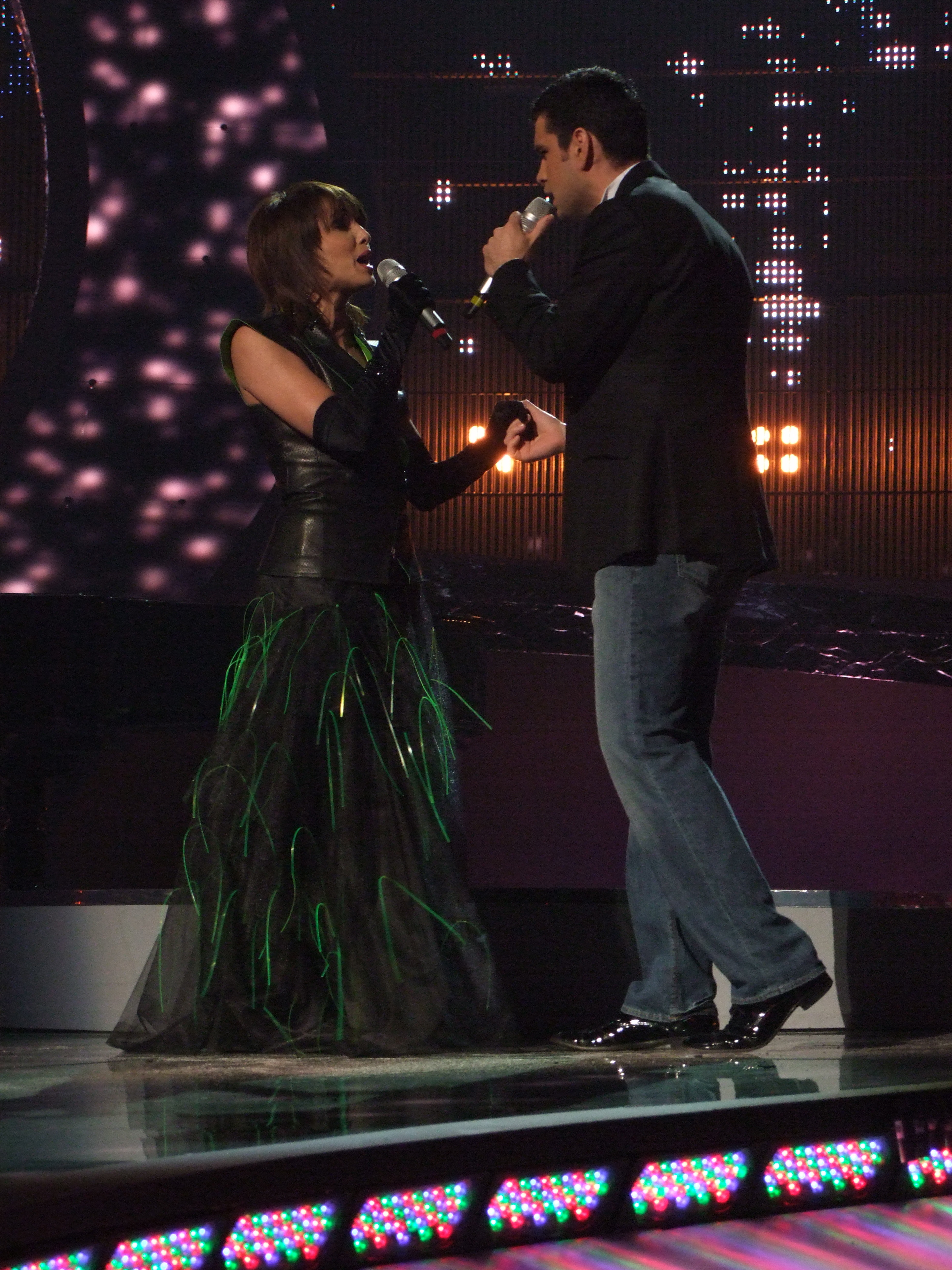
Nico și Vlad Miriță la Belgrad (2008)

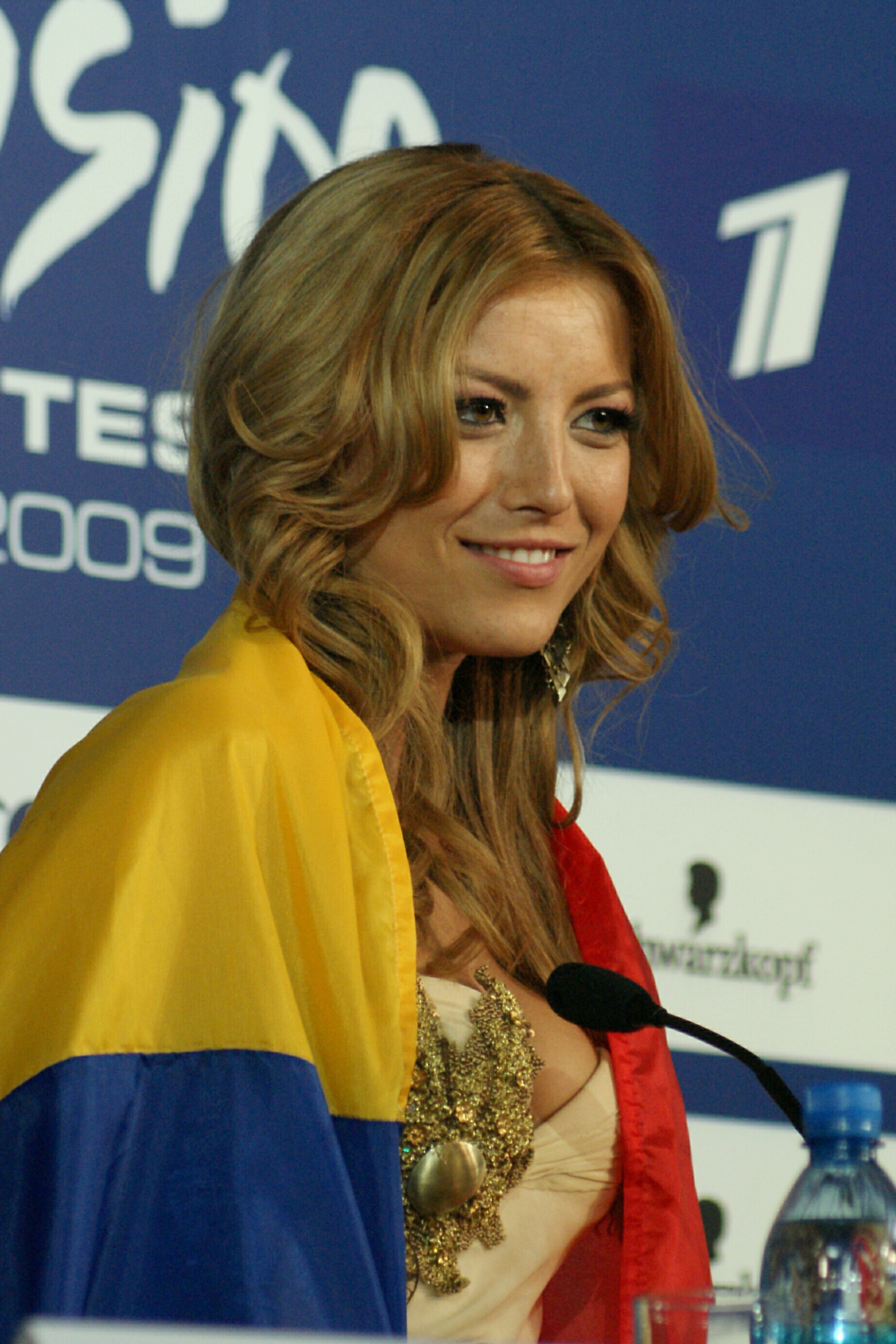
Elena Gheorghe la Moscova
(2009)

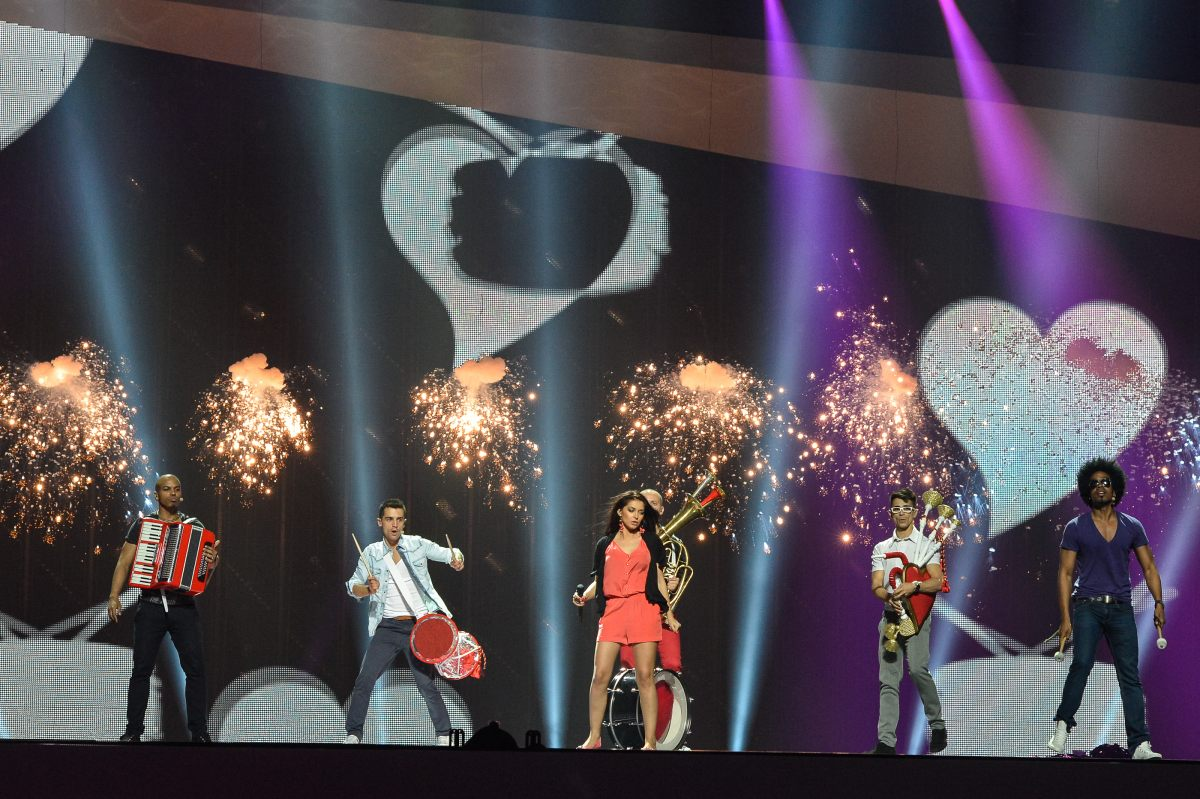
Mandinga la Baku (2012)

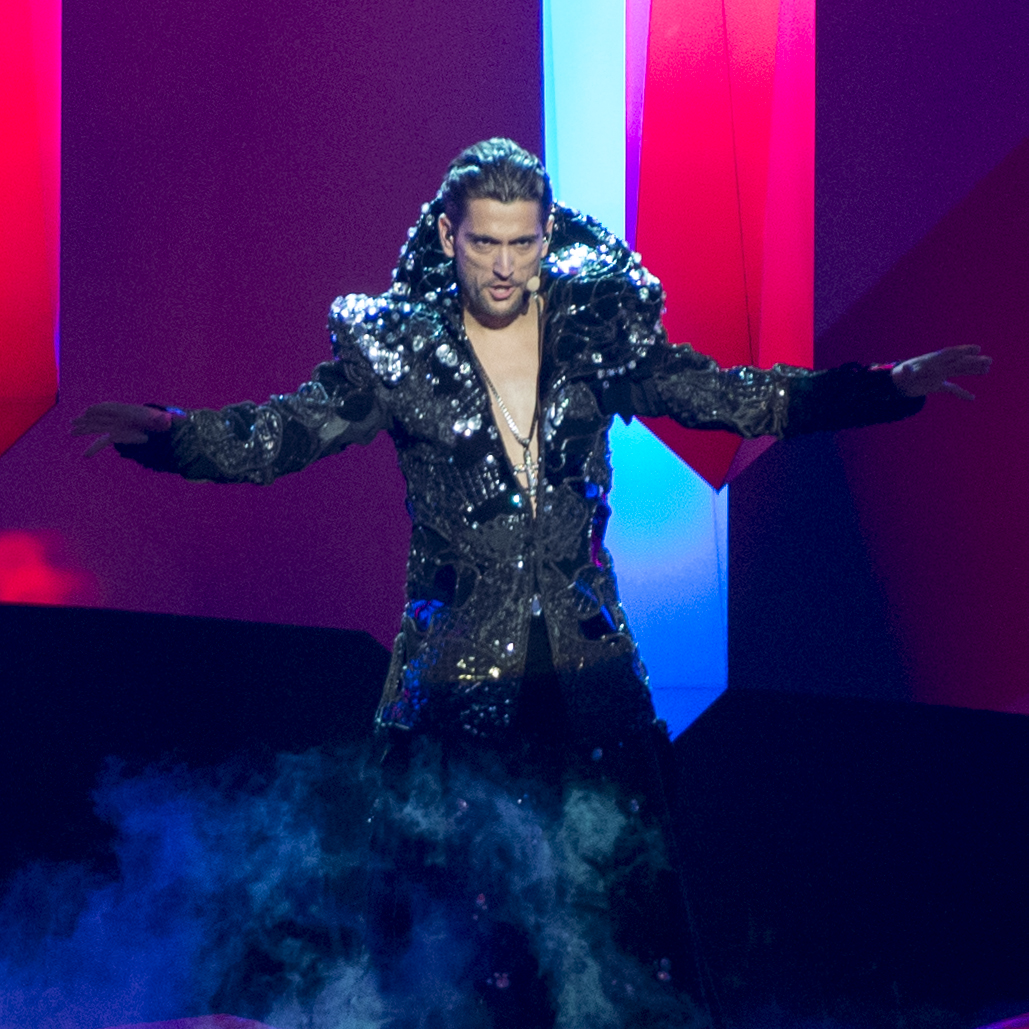
Cezar Ouatu la Malmö (2013)

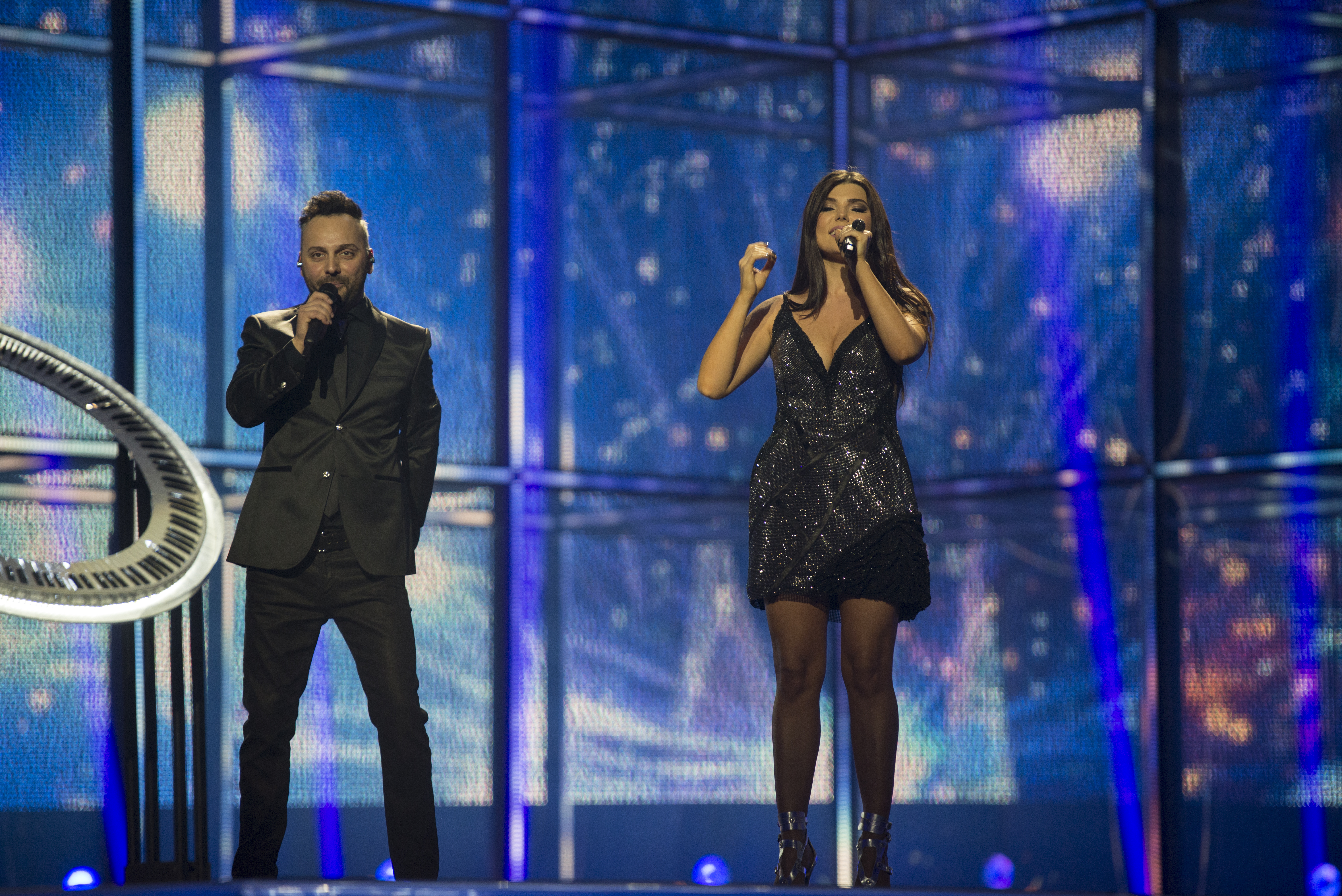
Paula Seling & Ovi la Copenhaga (2014)

### 1993 - 1997
Inițial, România a ales-o pe Dida Drăgan pentru concursul din 1993, însă aceasta nu s-a calificat în cadrul rundei de pre-calificare (Kvalifikacija za Millstreet), terminând pe locul 7 din 7 participanți, cu 38 de puncte, România trebuind astfel să aștepte încă un an până la debut.
În 1994, România a debutat în Irlanda, trimițându-l pe Dan Bittman cu melodia "Dincolo de nori",  dar acesta s-a clasat numai pe locul 21 din 25 de participanți, obținând doar 14 puncte, astfel că România nu a putut participa în 1995, fiind nevoită, din nou, să mai aștepte un an.
În 1996, România a selectat pe Monica Anghel și Sincron pentru concursul din Oslo, Norvegia, însă aceștia nu au reușit să se califice în etapa de pre-calificare, terminând pe locul 29 din 29 de participanți, cu doar 11 puncte, așa că țara a fost eliminată și, pentru că nu a acumulat destule puncte în anii anteriori, România nu a putut să participe la concursul din 1997.

### 1998 | Mălina Olinescu - Eu cred
În 1998, România a revenit după 4 ani de absență, țara fiind reprezentată atunci de Mălina Olinescu cu melodia "Eu cred". 
Reprezentanta României s-a clasat pe locul 22 din 25 de participanți, obținând doar 6 puncte, ceea ce înseamna că România nu va putea participa la concursul organizat în 1999.

### 2000 | Taxi - The Moon
În 2000, România s-a reîntors în concurs la Stockholm, Suedia, unde trupa Taxi a câștigat dreptul de a reprezenta țara, cu prima piesă a țării în limba engleză, numită "The Moon". Cu toate că au reușit performanța de a obține primele 12 puncte pentru țară, oferite de Macedonia, Taxi nu a reușit să se situeze pe un loc fruntaș, clasându-se pe locul 17 din 24 de participanți, obținând un total de 25 de puncte, ceea ce însemna, din nou, că România nu va avea dreptul de a participa în 2001, concurs susținut în Danemarca.

### 2002 | Monica Anghel & Marcel Pavel - Tell Me Why
După ce a ratat concursul din 2001, România s-a întors în concursul din Tallinn, Estonia în 2002, aici obținând, în sfârșit, un loc în top 10, fiind reprezentată de Monica Anghel și Marcel Pavel cu melodia "Tell Me Why", clasându-se pe locul 9 cu 71 de puncte. Țările care au acordat punctajul maxim de 12 puncte României au fost Macedonia și Rusia.

### 2003 | Nicola - Don't break my heart
Succesul din anul precedent a continuat și în 2003, România obținând, din nou, un loc în top 10 în cadrul concursului organizat în Riga, Letonia. Nicola, cu melodia ei "Don't Break My Heart", a obținut locul 10, cu 73 de puncte, ceea ce însemna că România va participa direct în finala din 2004, fără a fi nevoită să mai treacă de semifinale. În acest an, singurul punctaj maxim de 12 puncte a venit din partea Rusiei.

### 2004 | Sanda Ladoși - I Admit
În 2004, România a trimis-o pe Sanda să reprezinte țara cu melodia "I Admit". Aceasta a obținut locul 18 și doar 18 puncte, ceea ce însemna că, în anul următor, România va trebui să treacă de semifinale pentru a-și obține locul în marea finală. În acest an, singurul punctaj maxim a fost cel de 10 puncte, primit din partea Spaniei.

### 2005 | Luminița Anghel & Sistem - Let Me Try
În 2005, România i-a trimis pe Luminița Anghel și Sistem cu melodia "Let me try". Aceștia au reușit să obțină bronzul, clasându-se pe locul 3, cu 158 de puncte, în urma Greciei și Maltei. În semifinală, România a obținut locul 1 cu 235 de puncte, câștigând semifinala cu o marjă de 28 de puncte față de țara vecină, Moldova. Cele 3 țări care au acordat României punctajul maxim de 12 puncte au fost Spania, Portugalia și Israel.

### 2006 | Mihai Trăistariu - Tornero
România a continuat pe linie bună, trimițându-l în 2006 pe Mihai Trăistariu cu melodia "Tornerò" la Atena. Piesa României a terminat pe locul 4, cu 172 de puncte, cel mai mare punctaj obținut de România (până la acel moment) dar, din cauza multor țări participante, România nu a putut obține un loc printre primii trei. În acest an, Spania și Moldova au fost cele două țări care au oferit României punctajul maxim de 12 puncte.

### 2007 | Todomondo - Liubi, Liubi, I Love You
În 2007, românii au optat pentru Todomondo. Melodia lor, "Liubi, Liubi, I Love You" a fost cântată în șase limbi diferite: engleză, italiană, spaniolă, rusă, franceză și română, obținând locul 13, cu 84 de puncte. Grupul a fost format din Andrei și Kamara (membri în formația Alb-Negru), Ciro de Luca, Bogdan Tașcău (Dl. Problemă), Valeriu și Vlad Crețu. La fel ca și în anul trecut, cele două țări care au oferit punctajul maxim de 12 puncte României au fost Spania și Moldova.

### 2008 | Nico și Vlad Miriță - Pe-o margine de lume
Pentru concursul din 2008, România a fost reprezentată de Nico și Vlad Miriță cu melodia "Pe-o margine de lume" la Belgrad, terminând pe locul 20, cu 45 de puncte. În ciuda rezultatului slab, piesa României a primit premiul special Eurovision Marcel Bezençon Composer Award pentru cea mai bună compoziție înscrisă în concurs. Și de această dată, cele două țări care au oferit României punctajul maxim de 12 puncte au fost Spania și Moldova.

### 2009 | Elena Gheorghe - The Balkan Girls
Elena Gheorghe, cu piesa "The Balkan Girls", a fost cea care a reprezentat România la Moscova, clasându-se pe locul 19, cu 40 de puncte. În acest an, singura țară care a oferit României punctajul maxim de 12 puncte a fost Moldova.

### 2010 | Paula Seling & Ovi - Playing With Fire
După trei ani în care România nu a fost în top 10 în finală, au avut loc niște schimbări în procesul selecției piesei reprezentante, câștigătoarea fiind "Playing with Fire", interpretată de Paula Seling și Ovi. În semifinală, aceștia au terminat pe locul 4, iar în finală, au luat locul 3, egalând cel mai bun rezultat al României din 2005, cu un total de 162 de puncte, cu doar 8 puncte mai jos de locul 2, luat de Turcia. Așa cum se întâmplase și până atunci, Moldova a fost cea care a oferit României punctajul maxim de 12 puncte. De asemenea, România a primit 10 puncte și de la Spania, Portugalia, Norvegia și Suedia.

### 2011 | Hotel FM - Change
Preselecția națională pentru Concursul Muzical Eurovision 2011 s-a desfășurat în seara de revelion, atunci când 13 melodii au concurat pentru a reprezenta România în Germania, prezentatorii fiind chiar Paula și Ovi, reprezentanții României din anul precedent. Câștigătoarea a fost trupa Hotel FM cu melodia "Change". Hotel FM a reușit să obțină locul 4 în semifinala 2, dar, în finală, s-a clasat pe locul 17, cu doar 77 de puncte. Cele două țări care au oferit României punctajul maxim de 12 puncte au fost Moldova și Italia, urmate de Belgia - 10 puncte și Spania - 8 puncte.

### 2012 | Mandinga - Zaleilah
Selecția națională din anul 2012 a fost câștigată de trupa Mandinga, cu piesa "Zaleilah". Aceștia au obținut poziția cea mai mare pentru țară, în afara topului 10 (împreună cu Paula Seling și Ovi, în 2014), locul 12 din 26 de țări participante în marea finală și 71 de puncte. Cu câteva zile înainte, România termina semifinala 1 pe locul 3, cu 120 de puncte. În cadrul finalei din 2012, Moldova și Spania au fost cele două țări care au oferit României cele 12, respectiv 10 puncte.

### 2013 | Cezar Ouatu - It's My Life
Cezar Ouatu, cu piesa "It's my life", a fost reprezentantul României la Eurovision 2013, după ce a câștigat Selecția Națională 2013. În finală, acesta a obținut locul 13, cu 65 puncte. Cele două țări care au oferit României punctajul maxim de 10 puncte au fost Moldova și Grecia.

### 2014 | Paula Seling & Ovi - Miracle
Paula Seling și Ovi, cu piesa ”Miracle”, au reprezentat România la Eurovision 2014, după ce au câștigat Selecția Națională 2014. Aceștia au concurat pe scena din Copenhaga, Danemarca, în semifinală clasându-se pe locul 2, cu 125 de puncte, iar în marea finală ocupând locul 12, cu 72 de puncte. În acest an, au oferit României punctajul maxim de 12 puncte au fost Moldova.

### 2015 | Voltaj - De la capăt / All over again
La cea de-a 60-a ediție a Eurovision, România a fost reprezentată de trupa Voltaj, cu piesa "De la capăt". Aceștia s-au clasat pe locul 15 din 27 de țări participante, cu 35 de puncte. Și de această dată, au oferit României punctajele maxime au fost Moldova - 12 puncte.

### 2016 | Ovidiu Anton - Moment of silence
România a fost descalificată de la concursul Eurovision 2016 din cauza datoriilor Televiziunii Române către EBU - organizatoarea evenimentului. Ovidiu Anton a fost cel ales să reprezinte România, primind un număr foarte mare de voturi din partea telespectatorilor în cadrul Selecției Naționale 2016. Acesta era programat să urce pe scenă în cea de-a doua semifinală de la Stockholm, Suedia, având numărul 12 de concurs. Cu toate acestea, cu doar două săptămâni înainte, în timp ce își repeta momentul, Ovidiu Anton a fost anunțat că nu mai are dreptul de a interpreta piesa.

### 2017 | Ilinca & Alex Florea - Yodel It!
Ilinca Băcilă și Alex Florea au fost aleși să reprezinte România în cadrul concursului Eurovision 2017 organizat pe scena din Kiev. Aceștia au trecut de cele două semifinale ale Selecției Naționale 2017 cu punctaj maxim (12 puncte) primit din partea tuturor celor 5 membri ai juriului - Adrian Romcescu, Andrei Tudor, Ovi, Paula Seling și Luminița Anghel. În finala națională din 5 martie 2017, Ilinca Băcilă  și Alex Florea au fost marii favoriți ai publicului, aceștia acumulând un total de 10.378 de voturi exprimate în rândul telespectatorilor. 
În finala din Kiev (Ucraina), aceștia s-au clasat pe locul 7, cu 282 de puncte (suma fiind rezultatul adunării notelor juriilor de specialitate din toate cele 42 de țări participante și a publicului telespectator). În acest an, reprezentanții României au fost pe locul 5 în preferințele publicului european care și-a exprimat preferințele prin televot și a primit punctajul maxim din partea Moldovei - 12 puncte și al Muntenegrului - 10 puncte. Cu această participare, România și-a doborât propriul record de punctaj din istoria participării la Eurovision. Începând cu anul 2016, punctajul publicului și cel al juriilor de specialitate din toate țările participante este afișat separat, pentru România fiind prima dată când ia parte la acest nou sistem, întrucât în 2016 i-a fost interzisă participarea din cauza datoriilor postului public TVR către EBU.

### 2018 | The Humans - Goodbye
Selecția națională Eurovision 2018 s-a desfășurat sub sloganul "Eurovision unește România". Concursul organizat în acest an a avut parte de două momente unice în istoria participării țării noastre - a fost pentru prima dată când au fost organizate cinci semifinale în cinci orașe diferite din țară (Focșani - 21 ianuarie, Timișoara - 28 ianuarie, Craiova - 4 februarie, Turda - 11 februarie și Sighișoara - 18 februarie) în cadrul cărora au participat un total de 60 de piese. Evenimentul a marcat, astfel, împlinirea celor 100 de ani de la realizarea Marii Uniri din 1918. De asemenea, a fost pentru prima dată în istoria concursului internațional Eurovision când o semifinală națională are loc la o adâncime de 90 de metri, fiind vorba despre scena amplasată special în mina Rudolf din Salina Turda, pentru care TVR a lucrat timp de o săptămână, construită pentru desfășurarea celei de-a patra semifinală din Turda.
În urma celor 5 semifinale organizate la nivel național, doar 15 piese au fost alese de către juriul de specialitate al TVR pentru a intra în marea finală din 25 februarie, organizată pe scena Sălii Polivalente din București, acolo unde doar publicul de acasă a avut drept total de vot. Piesa aleasă pentru a reprezenta România în acest an a fost The Humans - Goodbye, cu un total de 3,277 de voturi acordate în timpul celor 60 de minute de televot.
Reprezentanții României și-au susținut momentul în cadrul celei de-a doua semifinale din data de 10 mai, organizată pe scena din Lisabona. Din păcate, aceștia nu au reușit să strângă un număr suficient de voturi din partea publicului european, astfel că au ratat participarea în marea finală, prima dată în istoria țării la concurs.

### 2019 | Ester Peony - On A Sunday
Selecția națională Eurovision 2019
În 2019 România a fost reprezentată de Ester Peony (Ester Alexandra Crețu) cu melodia  On a Sunday , calificându-se în Finala Selecției Naționale în semifinala de la Arad (10 februarie) și câștigând cu 63 de puncte. A înșelat așteptările ce prevedeau o victorie a Laurei Bretan sau a Bellei Santiago. Astfel, reprezentanta României și - a susținut momentul în cea de-a doua semifinală, din 16 mai, pe scena de la Tel Aviv. Din păcate nu a reușit să califice România (pentru al doilea an consecutiv), clasându-se pe locul a 13-lea, în fața ei fiind Moldova (reprezentată de Anna Odobescu) și Lituania (reprezentată de Jurij Veklenko). Necalificarea lui Ester Peony a stârnit mari controverse în rândul susținătorilor Laurei Bretan.

### 2020 | Roxen - Alcohol You
Pe 30 ianuarie 2020, a confirmat colaborarea cu casa de discuri Global Records, pentru alegerea piesei ce avea să reprezinte România la concursul din acel an, numind succesul lor pe plan intern cât și relevanța lor în industria muzicală românească drept principale motive pentru această decizie. Un juriu, format din Luminița Anghel, Liviu Elekes, Dan Manoliu, Crina Mardare, Bogdan Păun, Lucian Ștefan și Andrei Tudor, a fost format pentru a alege reprezentatul român. Pe 21 februarie, Roxen a fost confirmată ca fiind aleasă pentru a reprezenta România. Piesa cu care aceasta avea să intre în competiție a fost aleasă pe 1 martie, în cadrul Selecției Naționale. Piesa „Alcohol You”, compusă de Ionuț Armaș, Viky Red și Breyan Isaac, a câștigat atât votul juraților cât și cel al publicului, câștigând competiția. Pe 18 martie, Concursul Muzical Eurovision 2020, a fost anulat ca urmare a pandemiei de coronavirus.

### 2021 | Roxen - Amnesia
Ca urmare a anulării ediției precedente, pe 31 martie 2020, TVR împreună cu Global Record și-au anunțat dorința de a participa în ediția din 2021, cu Roxen ca reprezentantă. La scurt timp după, TVR a confirmat că piesa va fi aleasă intern, fără o etapă de competiție națională, de către un juriu de specialitate. Piesa aleasă, intitulată „Amnesia”, a fost lansată pe 4 martie 2021. România a participat în prima semifinală a concursului, pe 18 mai 2021, dar nu s-a calificat în finală, pentru al treilea an la rând. Roxen s-a clasat pe locul 12, cu 85 de puncte.

### 2022 | Andrei Ursu - Llámame
Andrei Ursu a reprezentat România la Eurovision Song Contest 2022 cu piesa Llámame. România a prestat în a doua semifinală și, pentru prima dată după anul 2017, s-a calificat în finală, cu 118 puncte, luând locul 9.
În finala de la Torino, România a luat locul 18, cu 65 de puncte, din care 12 de la Juriu și 53 de la Televoting.
România a fost inclusă în Scandalul Juriului, provocat din cauza anulării voturilor Juriilor din 6 țări (Azerbaidjan, Georgia, Muntenegru, Polonia, România și San Marino) de către EBU. Motivul ar fi fost incorectitudinea voturilor țărilor cu pricina în Semifinala 2.
În ziua de după finală, televiziunea română TVR a acuzat EBU de "schimbare a regulilor în timpul jocului" și a cerut clarificări suplimentare pentru incident. Conform deciziei originale, Juriul românesc a acordat 12 puncte Moldovei, nu Ucrainei.

### 2023 | Theodor Andrei - D. G.T
În 2023, românii au optat pentru Theodor Andrei. Theodor a concurat pe scena din Liverpool, dar a obținut penultimul loc din semifinala 2, neprimind niciun punct din partea publicului european, fiind salvat doar de ordinea de intrare în concurs a reprezentanților  statului San Marino. Acesta a fost cel mai slab rezultat din istoria României la Eurovision.

## Participări
| An   | Gazda      | Artist                       | Cântec                    | Finală           | Puncte           | Semifinală            | Puncte                |
| ---- | ---------- | ---------------------------- | ------------------------- | ---------------- | ---------------- | --------------------- | --------------------- |
| 1994 | Dublin     | Dan Bittman                  | Dincolo de nori           | 21               | 14               |                       |                       |
| 1998 | Birmingham | Mălina Olinescu              | Eu cred                   | 22               | 6                |                       |                       |
| 2000 | Stockholm  | Taxi                         | The Moon                  | 17               | 25               |                       |                       |
| 2002 | Tallinn    | Monica Anghel & Marcel Pavel | Tell Me Why               | 9                | 71               |                       |                       |
| 2003 | Riga       | Nicola                       | Don't Break My Heart      | 10               | 73               |                       |                       |
| 2004 | Istanbul   | Sanda Ladoși                 | I Admit                   | 18               | 18               | Top 10 de anul trecut | Top 10 de anul trecut |
| 2005 | Kiev       | Luminița Anghel & Sistem     | Let Me Try                | 3                | 158              | 1                     | 235                   |
| 2006 | Atena      | Mihai Trăistariu             | Tornerò                   | 4                | 172              | Top 11 de anul trecut | Top 11 de anul trecut |
| 2007 | Helsinki   | Todomondo                    | Liubi , Liubi, I Love You | 13               | 84               | Top 10 de anul trecut | Top 10 de anul trecut |
| 2008 | Belgrad    | Nico și Vlad Miriță          | Pe-o margine de lume      | 20               | 45               | 7                     | 94                    |
| 2009 | Moscova    | Elena Gheorghe               | The Balkan Girls          | 19               | 40               | 9                     | 67                    |
| 2010 | Oslo       | Paula Seling și Ovi          | Playing With Fire         | 3                | 162              | 4                     | 104                   |
| 2011 | Düsseldorf | Hotel FM                     | Change                    | 17               | 77               | 4                     | 111                   |
| 2012 | Baku       | Mandinga                     | Zaleilah                  | 12               | 71               | 3                     | 120                   |
| 2013 | Malmö      | Cezar                        | It's my life              | 13               | 65               | 5                     | 83                    |
| 2014 | Copenhaga  | Paula Seling & Ovi           | Miracle                   | 12               | 72               | 2                     | 125                   |
| 2015 | Viena      | Voltaj                       | De la capăt               | 15               | 35               | 5                     | 89                    |
| 2017 | Kiev       | Ilinca & Alex Florea         | Yodel it                  | 7                | 282              | 6                     | 174                   |
| 2018 | Lisabona   | The Humans                   | Goodbye                   | Nu s-a calificat | Nu s-a calificat | 11                    | 107                   |
| 2019 | Tel Aviv   | Ester Peony                  | On A Sunday               | Nu s-a calificat | Nu s-a calificat | 13                    | 71                    |
| 2020 | Rotterdam  | Roxen                        | Alcohol You               | Anulat           | Anulat           | Anulat                | Anulat                |
| 2021 | Rotterdam  | Roxen                        | Amnesia                   | Nu s-a calificat | Nu s-a calificat | 12                    | 85                    |
| 2022 | Torino     | Andrei Ursu                  | Llámame                   | 18               | 65               | 9                     | 118                   |
| 2023 | Liverpool  | Theodor Andrei               | "D.G.T. (Off and On)"     | Nu s-a calificat | Nu s-a calificat | 15                    | 0                     |

## Comentatori și purtători de cuvânt
| An(i) | Comentator        | Co-comentator           | Purtător de cuvânt      |
| ----- | ----------------- | ----------------------- | ----------------------- |
| 1994  | Gabriela Cristea  |                         | Cristina Țopescu        |
| 1995  | Nu s-a televizat  | România nu a participat |                         |
| 1996  | Nu s-a televizat  | România nu a participat |                         |
| 1997  | Nu s-a televizat  | România nu a participat |                         |
| 1998  | Leonard Miron     | Anca Țurcașiu           |                         |
| 1999  | Leonard Miron     | România nu a participat |                         |
| 2000  | Leonard Miron     | Andreea Marin Bănică    |                         |
| 2001  | Leonard Miron     | Andreea Marin Bănică    | România nu a participat |
| 2002  | Andreea Demirgian |                         | Leonard Miron           |
| 2003  | Andreea Demirgian |                         | Leonard Miron           |
| 2004  | Andreea Demirgian | Andreea Marin Bănică    |                         |
| 2005  | Andreea Demirgian | Berti Barbera           |                         |
| 2006  | Andreea Demirgian | Andreea Marin Bănică    |                         |
| 2007  | Andreea Demirgian | Andreea Marin Bănică    |                         |
| 2008  | Andreea Demirgian | Leonard Miron           | Alina Sorescu           |
| 2009  | Ioana Isopescu    | Alexandru Nagy          | Alina Sorescu           |
| 2010  | Leonard Miron     | Gianina Corondan        | Malvina Cservenschi     |
| 2011  | Liana Stanciu     | Bogdan Pavlică          | Malvina Cservenschi     |
| 2012  | Leonard Miron     | Gianina Corondan        | Paula Seling            |
| 2013  | Liana Stanciu     |                         | Sonia Argint-Ionescu    |
| 2014  | Bogdan Stănescu   |                         | Sonia Argint-Ionescu    |
| 2015  | Bogdan Stănescu   |                         | Sonia Argint-Ionescu    |
| 2016  | Nu s-a televizat  |                         | România nu a participat |
| 2017  | Liana Stanciu     | Radu Andrei Tudor       | Sonia Argint-Ionescu    |
| 2018  | Liliana Ștefan    | Radu Andrei Tudor       | Sonia Argint-Ionescu    |
| 2019  | Liana Stanciu     | Bogdan Stănescu         | Ilinca Băcilă           |
| 2020  | concurs anulat    | concurs anulat          | concurs anulat          |
| 2021  | Bogdan Stănescu   |                         | Cătălina Ponor          |
| 2022  | Bogdan Stănescu   | kyrie Mendel            | Eda Marcus              |
| 2023  | Bogdan Stănescu   | kyrie Mendel            | Eda Marcus              |